# Амилия (остров)
Ами́лия (англ. Amelia Island) — остров у атлантического побережья США. Один из самых южных в цепи барьерных островов, протянувшейся от Южной Каролины до Флориды. Территориально относится к штату Флорида, округ Нассо. На острове расположен административный центр округа Нассо, город Фернандина-Бич.

## География
Остров расположен на крайнем северо-востоке штата Флорида, примерно в 50 километрах от Джэксонвилла. Длина сильно вытянутого с севера на юг острова 21,7 километра, ширина колеблется от полукилометра до трёх километров. Общая площадь острова 47,1 км², из которых примерно 18 квадратных километров приходятся на территорию города Фернандина-Бич. Кроме Фернандина-Бич, на острове расположен ещё один населённый пункт, посёлок Амилия.

### Климат
Климат Амилии характеризуют мягкая зима, прохладные летние ночи и минимум осадков (больше в летние и осенние месяцы, меньше в весенние), что превращает остров в курорт для любого времени года. Температура воды колеблется от 13 градусов Цельсия в январе и феврале до 29 градусов в августе.
На острове расположены два курорта международного класса: Амилия-Айленд-Плантейшен (англ. Amelia Island Plantation) и гостиница сети «Ritz-Carlton».

### Животный мир
На побережье острова откладывают яйца морские черепахи. У берегов Амилии можно встретить дельфинов, ламантинов, а иногда и находящихся под угрозой исчезновения северных гладких китов.
Среди пернатых обитателей Амилии можно отметить большую голубую цаплю, белую американскую цаплю, виргинского филина, белоголового орлана, скопу и колибри.

## История
Около 1000 года на острове осели индейские племена, относящиеся к группе племён тимукуа. В ту эпоху остров назывался Напоика. В 1562 году на острове появляется первый европеец. Им стал французский исследователь Жан Рибо. Рибо даёт острову название Иль-де-Мар. Через три года испанцы вытесняют французов из Флориды; в этой борьбе погибли Рибо и ещё примерно 350 французских колонистов. В 1575 году испанские францисканцы учреждают на острове католическую миссию Санта-Мария. Сам остров также переименовывается в Санта-Марию. Миссия несколько раз прекращала и возобновляла свою деятельность, в последний раз в 1702 году, когда остров был захвачен у испанцев совместными британо-индейскими силами. Губернатор Джорджии Джеймс Оглторп переименовал остров в честь принцессы Амелии, дочери Георга II, хотя формально остров ещё оставался испанским владением.
Позже Оглторп заключает с испанскими колониальными властями договор о передаче острова британской короне, но король Испании отменяет этот договор. В 1763 году, после победы Великобритании в Семилетней войне, остров вместе с Флоридой переходит под контроль Великобритании. В 1783 году, по условиям Версальского договора, Флорида была возвращена Испании, а все британские колонисты, которые не принесут присягу испанскому королю, обязывались покинуть её территорию в 18-месячный срок. В 1811 году заложен город Фернандина, названный в честь короля Испании Фердинанда VII.

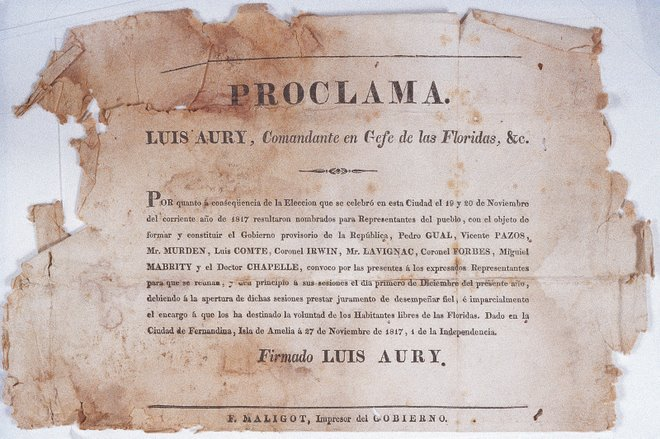
Подписанная Луи Ори прокламация о результатах выборов в самопровозглашённой Республике Флориде 27 ноября 1817 года

В ходе войны 1812-14 годов контроль над островом захватили повстанцы, заручившиеся поддержкой президента США Мэдисона и губернатора Джорджии Мэтьюза. Над островом был поднят флаг «Патриотов Амилия-Айленд», вскоре заменённый на флаг США. В 1813 году испанские силы вынуждают американцев опять оставить остров.
29 июня 1816 года шотландский наёмник и авантюрист Грегор Мак-Грегор с 55 мушкетёрами захватывает испанский форт Сан-Карлос и поднимает над островом знамя с зелёным крестом, свой родовой флаг. Испанцы заставляют Мак-Грегора уйти с острова, но в борьбу за контроль над Амелией вступают американские иррегулярные отряды, организованные бывшим конгрессменом от Пенсильвании Джеймсом Ирвином. В 1817 году французский флибустьер Луи Ори объявляет остров собственностью Мексиканской республики, но через три месяца американские войска захватывают контроль над островом, которым США управляли несколько лет от имени Испании. В 1821 году Флорида официально входит в состав США, в 1845 году получив статус двадцать седьмого штата.
В ходе Гражданской войны в 1861-62 году на Амелии распоряжаются конфедераты. Дважды в ходе ревизии береговых укреплений остров посещал генерал Ли. Федеральный контроль над островом был восстановлен в марте 1862 года.
Поскольку Амелией поочерёдно владели восемь разных государственных и квазигосударственных образований, включая Патриотов Амилия-Айленд, Мак-Грегора и Луи Ори, её называют Островом Восьми Флагов; под этим названием она часто фигурирует в туристических справочниках.